# 神田啓治
神田 啓治（かんだ けいじ、1938年4月6日 - ） は、日本の原子力工学者。京都大学名誉教授。電力中央研究所名誉研究顧問。フランス共和国国家功労勲章受章。内閣総理大臣賞等受賞。

## 人物・経歴
山口生まれ。1961年国際基督教大学教養学部卒業。1966年東京工業大学大学院工学研究科原子核工学専攻博士課程修了、工学博士。京都大学原子炉実験所助手、京都大学原子炉実験所講師、京都大学原子炉実験所助教授、京都大学原子炉実験所教授を経て、2002年停年退官、京都大学名誉教授。武蔵工業大学教授、エネルギー政策研究所長、電力中央研究所名誉研究顧問、国際中性子捕捉療法学会会長、新長期計画策定会議委員、国際中性子ラジオグラフィ会長、国際ガンの中性子療法学会会長、原子力委員会専門委員、原子力安全委員会専門委員等も歴任。日本原子力学会賞受賞。科学技術庁長官賞（核物質管理功労者表彰）受賞。内閣総理大臣賞（防災功労者表彰）受賞。フランス共和国国家功労勲章オフィシエ章受章。

## 著書
- 『聖書・バッハ・原子力 : 知のゲームを楽しむ野次馬学』ごま書房 1997年
- 『知の構築法』ごま書房 1998年
- 『原子力政策学』（中込良廣と共編）京都大学学術出版会 2009年